# Синьоцвіт сивуватий
Синьоцвіт сивуватий, азинеума сірувата (Asyneuma canescens) — вид рослин з родини дзвоникових (Campanulaceae); населяє південно-східну Європу. Етимологія: лат. canescens — «що сивіє чи сіріє».

## Опис
Багаторічна, коротко запушена рослина 30–120 см заввишки. Прикореневі листки черешкові, яйцеподібні, нижні стеблові — довгасті, на краях городчато-пильчасті. Віночок світло-фіолетовий, 8–10 мм завдовжки, глибоко-5-роздільний, з лінійними під час цвітіння вільними частками.

## Поширення
Населяє південно-східну Європу (Хорватія, Боснія і Герцеговина, Чорногорія, Сербія [вкл. Косово та Воєводину], Албанія, Греція, Болгарія, Молдова, Румунія, Угорщина, Словаччина, Україна, центральноєвропейська Росія).
В Україні вид зростає у кам'янистих місцях — у південній частині Лісостепу і Степу.